# ФК Орашје
ФК Орашје (хрв. HNK Orašje — ХФК Орашје) је фудбалски клуб из Орашја у Босни и Херцеговини који се такмичи у Премијер лиги Босне и Херцеговине од њеног оснивања 2002/03.
Клуб је основан 1996. и најмлађи је клуб у Премијер лиги. Своје утакмице игра на стадиону ГОАЛ у Орашју, који може да прими око 4.000 гледалаца.
У својој краткој историји клуб је био првак Прве лиге ентитета Херцег Босне 1998. (1998 су одржана три одвојена лигашка такмичења у БиХ, сваки конститутивни народ у БиХ је имао своје првенство).
Године 2006. Орашје је освајач Купа Босне и Херцеговине, што му је донело и први наступ у Европи.
Клупска боја је црвена и бела. Навијачи клуба се зову Red Warriors.

## Успеси
- Куп Босне и Херцеговине (1)
  - 2005/06

## Орашје у европским куповима
| Сезона  | Такмичење | Коло        | Држава    | Клуб       | Резултат |
| ------- | --------- | ----------- | --------- | ---------- | -------- |
| 2006/07 | УЕФА куп  | 2. коло кв. | Словенија | НК Домжале | 0-2, 0-5 |

## Орашје на вечној табели клубова уПремијер лига БиХод оснивања 2002/03
стање после сезоне 2006/07.
| Плас. | Тим        | Број сезона | ИГ  | Д  | Н  | ИЗ | ГД  | ГП  | Бод |
| ----- | ---------- | ----------- | --- | -- | -- | -- | --- | --- | --- |
| 08.   | ХНК Орашје | 05          | 158 | 63 | 23 | 72 | 226 | 237 | 212 |

## Тренутни састав
стање пред сезону 2007/08 (август)
| Бр. |                     | Позиција | Играч             |
| --- | ------------------- | -------- | ----------------- |
|     | Хрватска            | Г        | Лука Кобаш        |
|     | Хрватска            | Г        | Маринко Орсолић   |
|     | Босна и Херцеговина | О        | Дарко Алексић     |
|     | Хрватска            | О        | Лука Брашнић      |
|     | Хрватска            | О        | Миро Клаић        |
|     | Босна и Херцеговина | О        | Славко Кобаш      |
|     | Хрватска            | О        | Маријан Марошевић |
|     | Босна и Херцеговина | О        | Матијас Пејић     |
|     | Хрватска            | О        | Марио Видовић     |
|     | Хрватска            | О        | Горан Живковић    |
|     | Босна и Херцеговина | С        | Златко Микић      |

| Бр. |                     | Позиција | Играч             |
| --- | ------------------- | -------- | ----------------- |
|     | Хрватска            | С        | Драго Мишковић    |
|     | Хрватска            | С        | Иво Пејић         |
|     | Србија              | С        | Илија Ристанић    |
|     | Босна и Херцеговина | С        | Аднан Сарајлић    |
|     | Хрватска            | С        | Антонио Видовић   |
|     | Хрватска            | С        | Паво Живковић     |
|     | Босна и Херцеговина | Н        | Велимир Браснић   |
|     | Хрватска            | Н        | Славен Дамјановић |
|     | Босна и Херцеговина | Н        | Марко Ђурић       |
|     | Босна и Херцеговина | Н        | Анто Живковић     |